# Coleophoma oleae
Coleophoma oleae är en svampart som först beskrevs av Augustin Pyrame de Candolle, och fick sitt nu gällande namn av Petr. & Syd. 1927. Coleophoma oleae ingår i släktet Coleophoma, divisionen sporsäcksvampar och riket svampar.   Inga underarter finns listade i Catalogue of Life.